# Pavonia martii
Pavonia martii är en malvaväxtart som beskrevs av Carl Friedrich Philipp von Martius och Luigi Aloysius Colla. Pavonia martii ingår i släktet påfågelsmalvor, och familjen malvaväxter. Inga underarter finns listade i Catalogue of Life.